# Picuris

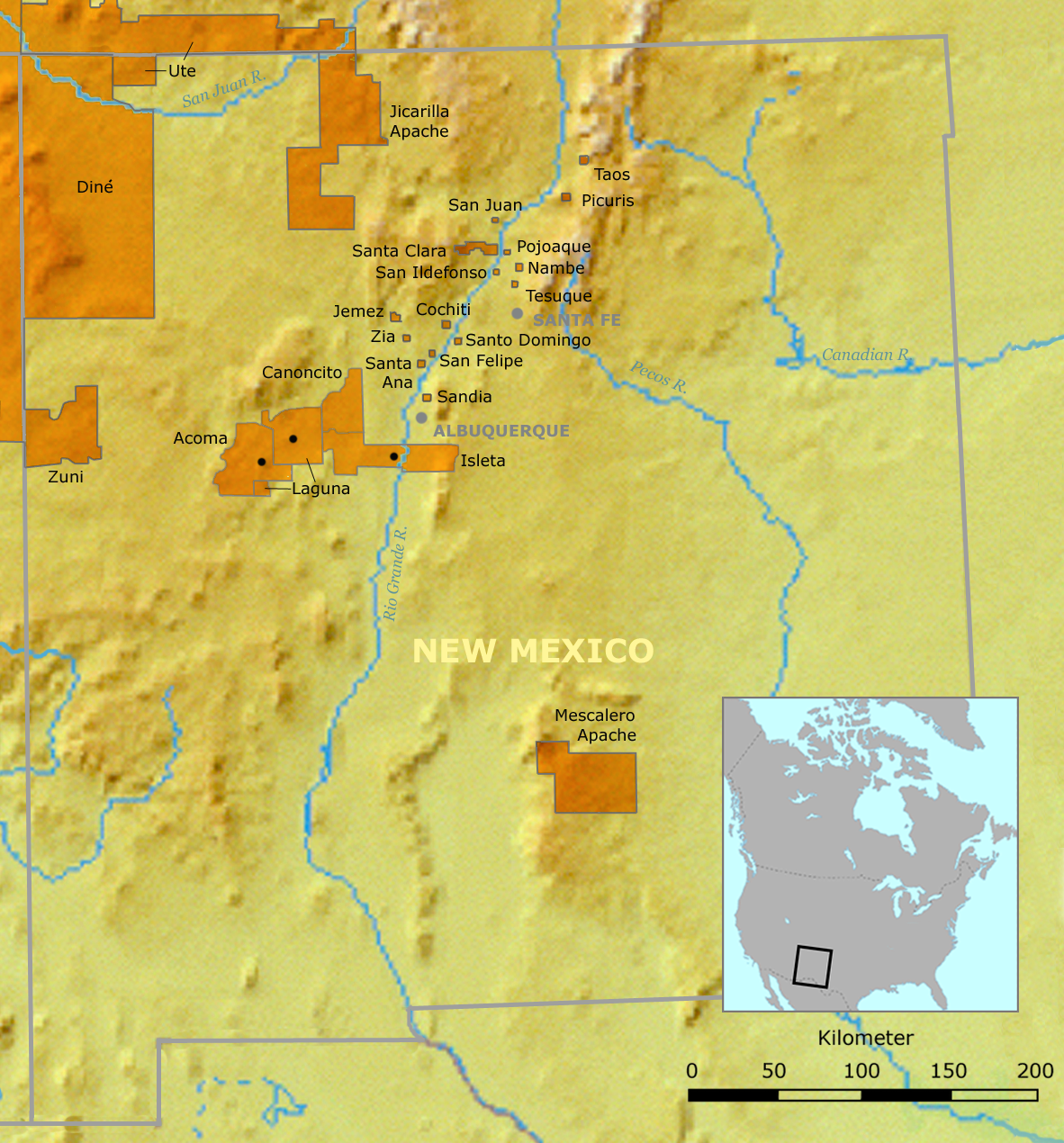
Carte des réserves des Pueblos du Nouveau-Mexique, Picuris étant le second le plus au Nord-Est.

Picuris est un pueblo historique du comté de Taos, au Nouveau-Mexique, aux États-Unis. Il s’agit également d’un lieu désigné par le Census-designated place (CDP) et d’une tribu de Pueblos amérindiens reconnue par le gouvernement fédéral.
Picuris et le pueblo de Taos, des communautés qui parlent des langues étroitement liées, représentent certaines des plus anciennes communautés continuellement occupées des Amériques.

## Population
Le recensement de 2010 a estimé que 68 personnes vivaient dans le CDP, tandis que 267 personnes aux États-Unis ont déclaré appartenir au seul groupe tribal Picuris et 439 autres au groupe tribal Picuris seul ou combiné à d’autres groupes. Picurís fait partie des Huit Pueblos du Nord. Le nom autochtone pour le pueblo est P’įwweltha, signifiant « lieu de la montagne guerrière » ou lieu du col de montagne. Ils parlent le dialecte picuris de la langue tiwa du Nord, qui fait partie de la famille linguistique kiowa-tanoane.
Les membres de la tribu Picuris ont une filiation avec les habitants ancestraux du pueblo Bonito, situé dans Chaco Canyon.

## Géographie
Picuris est situé dans le nord du Nouveau-Mexique, sur les pentes occidentales des montagnes Sangre de Cristo et à 18 miles au sud de Taos. L’altitude moyenne dans le pueblo est de plus de 2133 mètres.
Selon le bureau du recensement des États-Unis, le CDP a une superficie totale de 1 km2.

## Histoire
La tradition orale de la tribu des Picuris fait remonter leurs origines à un royaume souterrain qu'ils occupent aux côtés du Créateur, nommé Pá à wíá è Páyó, et d'autres individus. Ils sont ensuite envoyés à la surface de la Terre par le Créateur : une partie serait arrivée du « Sud » en émergeant d'un lac, l'autre partie serait arrivée du « Nord » en émergeant possiblement d'une source près du pic Pikes dans le Colorado. 
Les gardiens du savoir traditionnel du pueblo Picuris affirment qu'il existe des liens ancestraux et culturels avec de nombreux sites culturels ancestraux Pueblo et Chaco du bassin de San Juan. Après une période de migration, ils s'installent vers l'an 900 dans trois pueblos connus sous les noms de Picuris, Taos et Pot Creek. Vers 1320, Pot Creek se dépeuple, mais Picuris et Taos continuent à être occupés depuis cette période.
Au XVe siècle, Picuris était l’un des plus grands pueblos des Tiwas, influencé par les cultures indiennes des Apaches et des Indiens des Plaines, tout comme le pueblo de Taos,.
À la fin du XVIIe siècle, les habitants des pueblos du Nouveau-Mexique se sont révoltés contre les colons espagnols, en particulier lors d’une révolte entre 1680 et 1696 où ils se sont battus pour l’autonomie de leurs terres. Après cette période, les habitants du pueblo ont été dispersés et ont abandonné leur pueblo jusqu’en 1706. À cette époque, ils se joignirent aux Espagnols pour lutter contre les attaques des tribus Comanches et Apaches. Puis, le peuple des Picuris s’installa dans une période de paix.
Selon une étude de 2025, la tribu des Picuris a perdu au moins 85 % de ses membres au cours des premières décennies suivant le contact avec les Européens. En 1700, la communauté s'était réduite à environ 300 membres, ce qui en faisait la plus petite des nations pueblos existantes.
L’explorateur espagnol Don Juan de Oñate a nommé le pueblo « Pikuria » - ce qui signifie « ceux qui peignent »,. Le pueblo a été influencé par les Espagnols, en particulier l’adoption de pratiques religieuses chrétiennes et l’abandon des rituels et des cérémonies traditionnelles. L’église de San Lorenzo de Picuris a été construite en adobe en 1776 et a été restaurée au XXIe siècle. Après avoir été influencés par les Espagnols puis les Américains pendant des siècles, les Picuris ont adopté les services téléphoniques et électriques, les routes pavées et la télévision. Ils ont repris leurs coutumes traditionnelles, qui sont pratiquées tout au long de l’année, et sont redevenus autonomes au milieu des années 1920.